# Cisco Express Forwarding
Cisco Express Forwarding (CEF) — технология быстрой коммутации IP пакетов на третьем уровне модели OSI в многоуровневых коммутаторах или коммутаторах третьего уровня (Layer 3 switch), а также некоторых новых маршрутизаторах производства компании Cisco. В сравнении с предыдущими технологиями коммутации пакетов рассчитана на большие масштабы сети и часто меняющиеся маршруты.
CEF в настоящее время поддерживает протоколы Ethernet, Frame Relay, ATM, PPP, FDDI, HDLC и туннели.